# Avviso di chiamata (film)
Avviso di chiamata (Hanging Up) è un film del 2000 diretto da Diane Keaton e tratto dall'omonimo romanzo di Delia Ephron.

## Trama
La storia si dipana tra il presente e numerosi flashback del passato che consentono di capire i personaggi e i loro rapporti interpersonali.
Georgia Mozell, Eve Marks e Maddy Mozell sono sorelle adulte. Georgia (Keaton) è l'editrice della sua rivista femminile omonima di grande successo. L'organizzatrice di feste Eve (Ryan) è la mamma chioccia del gruppo, non solo della sua stessa famiglia, ma anche dei suoi fratelli e del padre divorziato dalla moglie Pat (Leachman). Infine Maddy (Kudrow) è un'attrice di telenovela vacua che ha sempre lottato per la propria identità. Nonostante sia impegnata con la propria vita come gli altri, Eve è l'unica delle tre che si occupa del ricovero a lungo termine del loro irascibile, e con i primi sintomi di demenza, padre settantanovenne, Lou Mozell (Matthau). Eve si prende cura di Lou, che a sua volta è un fan di John Wayne, nonostante un incidente particolarmente doloroso con lui sette anni prima (quando le disse che era un errore). Mentre l'aspetto emotivo di prendersi cura di Lou diventa sempre più stressante, Eve deve capire come mantenere la propria sanità mentale, mentre ha a che fare con le sue sorelle, che credono di aiutarla mentre non si premurano di dare un aiuto al padre.
Ad un certo punto, Lou rovina una festa di compleanno per il figlio di Eve, Jesse, e viene espulso dalla famiglia dal marito di Eve, Joe (Adam Arkin).
Quando la salute del padre peggiora, le tre sorelle si riuniscono e chiedono chi sia la sua attrice preferita. Prima di morire, Lou risponde che è June Allyson. Le tre sorelle piangono la morte del padre, mentre i flashback rivelano che Lou ha passato dei bei momenti con le sue tre figlie e John Wayne. Le tre sorelle si riuniscono per il Ringraziamento, mentre Maddy rivela di essersi ritirata come attrice dopo che il suo personaggio ha provato un cappuccino decaffeinato ed è stata uccisa casualmente.

## Produzione
Fu l'ultimo film di Walter Matthau che morì nel 2000
La casa utilizzata nel film come abitazione del padre Lou, è la stessa che nel film Fast and Furious viene occupata dall'FBI e usata come base operativa, dove avvengono gli incontri tra l'infiltrato e i suoi superiori.

## Slogan promozionali
- « Every family has a few hang-ups », Ogni famiglia ha il suo problema